# Dança macabra

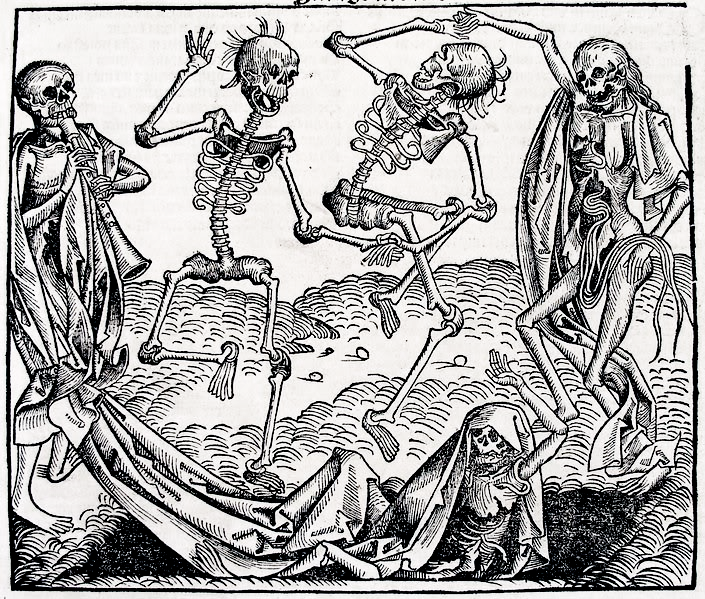
"A Dança da Morte" (gravura de Micheal Wolgemut, xilogravura em Crônica de Nuremberg de Hartmann Schedel, 1493).

Dança macabra ou Dança da Morte (em francês Danse macabries
, em alemão Totentanz), é uma alegoria artístico-literária do final da Idade Média sobre a universalidade da morte, que expressa a ideia de que não importa o estatuto de uma pessoa em vida, a dança da morte une a todos. Há representações de Danças macabras na literatura, pintura, escultura, gravura e música.

## História

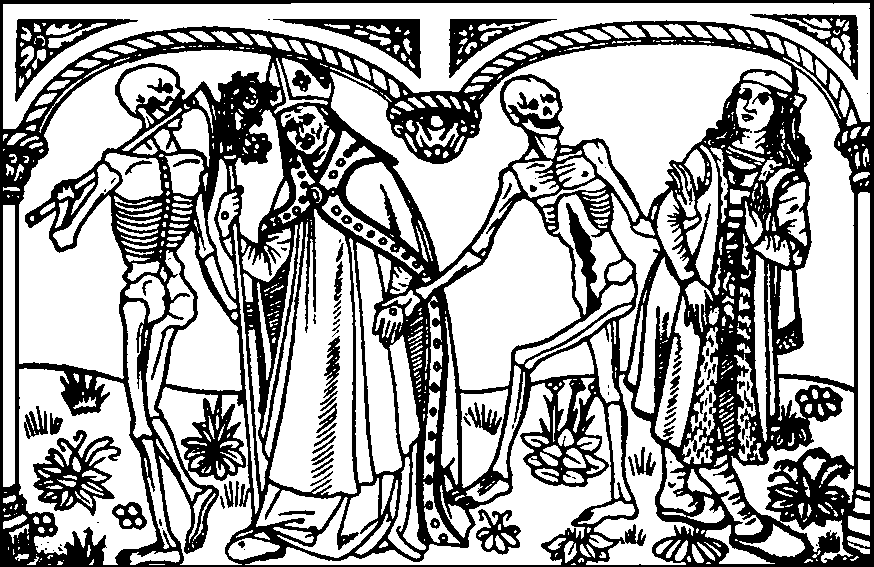
Gravura da edição francesa do poema Danse macabre (Guyot Marchant, 1486).

Acredita-se que representações artísticas de Danças macabras surgiram no século XIV, mas os detalhes sobre o lugar e forma em que se desenvolveram inicialmente são muito discutidas. Alguns estudiosos pensam que se originou na França e que estaria relacionada a peças teatrais que dramatizavam a ideia da Morte. Uma das representações artísticas mais importantes de uma Dança macabra foi um afresco pintado em 1424 no Cemitério dos Santos Inocentes, em Paris, considerado por alguns estudiosos como o ponto de partida desta tradição pictórica e que era acompanhado por versos sobre o tema. Na primeira edição do poema Dança macabra (La Danse macabre), publicada por Guyoyt Marchant em 1485, foram incorporadas gravuras inspiradas no afresco do Cemitério, que foi destruído no século XVIII. Essa primeira edição dos versos da Dança macabra, de autor anônimo e de qualidade medíocre, foi um êxito editorial.
Outra hipótese para a origem do tema da Dança macabra é um poema do convento dominicano de Wurzburgo, na Alemanha, de cerca de 1350. Outros autores consideram a Espanha como possível lugar de origem, pois o tema do "Anjo da Morte" era comum ali por influência mourisca e hebreia.
Estas representações foram produzidas sob o impacto da Peste Negra (1348), que avivou nas pessoas a noção do quão frágeis e efêmeras eram as suas vidas e quão vãs eram as glórias da vida terrena.
Destacam-se ainda trabalhos de autoria de Konrad Witz em Basileia (1440), Bernt Notke em Lübeck (1463) e xilogravuras de Hans Holbein, o Moço (1538).
As cenas finais do filme O Sétimo Selo de Ingmar Bergman retratam um tipo de "Danse Macabre".

## Características
O tema consiste na representação personificada da Morte, conduzindo uma fileira de indivíduos de todos os estratos sociais a dançar em direcção aos próprios túmulos. Tipicamente nela estão representados as figuras de um Imperador, um Rei, um Papa, um monge, um jovem e uma bela mulher, todos sob a forma esqueletal.

## Na cultura popular
Camille Saint-Saëns tem como uma de suas obras primas a música Danse Macabre de 1870. 

No filme sueco, O Sétimo Selo de 1956, a Dança Macabra é apresentada no penúltimo quadro do filme, sendo a Morte levando: o ferreiro, Lisa (a esposa do ferreiro), Antonius Block (o cavaleiro), Raval (o ladrão), Jöns (o escudeiro) e Jonas Skat (um ator). 